# موش‌های دماغ‌حنایی
موش‌های دماغ‌حنایی (نام علمی: Oenomys) نام یک سرده از زیرخانواده نیاموشان است.